# 胡宗賢炸彈案
胡宗賢炸彈案，又稱高鐵炸彈案或行李炸彈案，是2013年臺灣的一宗刑事案件，由律師胡宗賢主謀，協同朱亞東犯下。
4月12日上午9時許，臺灣高鐵第616次北上列車車廂女廁所內，發現兩個疑似爆裂物的行李箱；同日中午，立法委員盧嘉辰土城服務處又發現另兩個裝有汽油、氫氟酸和定時點火裝置等物的行李箱，當時正逢山西解州關帝廟關帝君來臺祈福活動，可能會造成重大傷亡。
臺灣警方發現已經前往中國大陸的胡宗賢、朱亞東二人涉嫌重大，透過兩岸共同打擊犯罪合作機制，由中國大陸警方在廣東省中山市逮捕胡朱二人，當時胡宗賢正與兩名應召女郎進行「雙飛」性交易。二人隨即被移交中華民國政府並且起訴。
2014年1月22日，臺灣新北地方法院宣判時胡宗賢堅不認罪。4月3日，臺灣高等法院首次開庭審理時，一改原審不認罪態度，胡宗賢表示全部認罪自白，但主張應以殺人未遂一罪論處。2016年1月27日，中華民國最高法院依殺人未遂罪維持更一審判決，分別判胡宗賢和朱亞東各有期徒刑20年、10年6月，全案定讞。

## 簡介
胡宗賢，臺南市柳營區果毅人，新東國中、臺南一中、中興大學物理系肄業，中國文化大學法律學士，曾任書記官，後為律師、代書和黑松公司董事，亦曾任黑松公司、大毅科技公司、東南水泥公司的監察人。大毅、東南、黑松等公司的經營權之爭，胡都曾參予其中。胡曾發現州巧精密儀器製造公司帳冊疏失，趁機要脅該公司讓他進入董事會，被起訴恐嚇取財，因而對社會不滿。
2013年2月起，胡上網自學製作炸彈，陸續蒐集硝化甘油、AB膠汽油、點火器等資訊，企圖製造社會動亂並同時藉機放空台灣股市以獲取暴利。胡事先詳列目標、犯案時間與逃脫、湮滅証據等手法，並以每月新臺幣十萬元台幣的高薪找上計程車司機朱亞東作為助手，兩人上網購買爆裂物原料，在臺南市新營區製造毒物炸彈，還事先購買人頭車輛逃避追查。
4月12日9時許，由朱將行李箱放置在高鐵列車上，胡隨即以網路下單方式放空摩根台股指數期貨五百口，並設定停損點。中午12時30分，朱偽裝為警員，將貼有「關聖帝君千秋馬英九」紙張的另二個行李箱，置於正迎接山西解州關帝廟關帝君神像的盧嘉辰服務處後，而後逃往中國大陸。但因朱亞東擺放炸彈方式錯誤，造成油氣濃度過高，爆燃物未順利引燃。
檢警之後破解胡隨身攜帶的筆記型電腦密碼，發現胡將高鐵上的毒物炸彈定為上午9時27分引爆，目標臺北車站，而盧嘉辰服務處炸彈則被定於中午12時30分引爆，目標是預定和關帝君信徒共進午飯的鴻海集團總裁郭台銘，如果盧嘉辰服務處與臺北車站同日發生爆炸，當時臺北車站約有旅客四、五萬人，而到盧嘉辰服務處參加遶境活動的信徒也有一千多人，勢必造成慘重死傷。
根據檢方調查，胡宗賢預料爆炸案以後，台灣股市必然爆跌，所以胡以新臺幣一千五百萬元放空臺股，卻不料炸彈未成功引爆，且臺股不跌反升，胡慘賠一千二百多萬元。胡還打算在得手後，於新竹科學園區放置炸彈，也將台灣積體電路製造公司董事長張忠謀列入目標，以便繼續由放空臺股的方式牟利。
胡對檢方表示：他認為臺灣的財富掌握在百分之一的人手裏，非常不公平，他才會犯下此案。他甚至寫一首打油詩諷刺郭台銘和時任中華民國總統馬英九，說道：「關聖帝君名千秋，封金掛印義當頭，郭董為一我九九，殺民無血馬英九。」
郭台銘則發布了聲明，並親筆簽名，登於《自由時報》和《中國時報》頭版廣告區：「感謝關聖帝君顯神靈，佑我臺灣人民免遭生命財產損失，個人名譽損失事小，社會平安秩序得以保障為重。幸哉 慶哉 虔誠的信士 郭台銘敬啟」

## 起訴與審判
臺灣新北地方檢察署認為胡宗賢涉嫌以連續炸彈攻擊手法，在高鐵列車及立委服務處擺放爆裂物，企圖製造恐慌來放空期貨牟利，依殺人未遂、公共危險及違反期貨交易法等罪嫌起訴胡與共犯朱亞東，並求處最重之刑。
起訴書指出，律師胡宗賢欲在期貨市場獲利，且胡涉及恐嚇案被臺灣新竹地方檢察署起訴，心生怨懟，也不滿臺灣的嚴重貧富差距現象，更是對鴻海集團總裁郭台銘的個人風格頗有微詞，於是模仿外國電影「V怪客」劇情，計畫用炸彈引起社會注意。
2014年1月22日，新北地方法院一審判處胡宗賢有期徒刑22年，朱亞東判刑12年，但被告胡宗賢堅不認罪。4月3日，台灣高等法院首次開庭審理，胡宗賢一改原審不認罪態度表示，全部認罪自白，但主張應以殺人未遂一罪論處。6月24日，高等法院宣判犯下高鐵及立委服務處炸彈案的胡宗賢20年刑期，另一共犯被告朱亞東則判10年6月徒刑，但全案仍可上訴。
2016年1月27日，最高法院判處胡宗賢有期徒刑20年，朱亞東判刑10年6月，定讞。

## 律師資格遭除名
因胡宗賢涉及高鐵炸彈案、受託查核州巧科技股份有限公司恐嚇案、擔任蝴蝶投資股份有限公司總經理挪用公款案（均已判刑確定），臺中律師公會及臺灣新北地方法院檢察署分別移付臺灣律師懲戒委員會懲戒。
胡宗賢雖於決議過程中提出申辯，稱高鐵炸彈案係基於社會公義，無損律師名譽、信用；而州巧科技股份有限公司案則是為維護該公司之利益，並無不當；對蝴蝶投資股份有限公司案則未辯解。然上開辯解均不為臺灣律師懲戒委員會所接受，仍於2016年6月3日決議將其律師資格除名。胡宗賢未對上開決議提起覆審，因而確定。

## 相關作品
- 《拆弹专家2》：2020年上映的香港電影，由邱禮濤執導，劉德華投資監製兼領銜主演。電影後半部份講述「復生會」首領馬世軍以及幾個雇傭兵挾持香港站，並把炸彈搬上機場快線列車，意圖炸毀機鐵九龍站、青馬大橋和香港國際機場，最後在片尾只炸掉青馬大橋（但片頭已經出現香港國際機場被炸毁的一幕）。
- 《炸彈客》（The Bomber）：2023年上映的台灣電影，由侯宗華、洪裕淵執導。[8]

## 外部連結
- 狠製氰毒 險炸郭台銘 張忠謀  （页面存档备份，存于）
- 高鐵炸彈衝著郭台銘？　主嫌胡宗賢：不滿他管員工方式 （页面存档备份，存于）
- 仿Ｖ怪客 行李炸彈案2嫌起訴
- 高鐵炸彈客胡宗賢 險炸郭台銘 張忠謀[]
- 雙炸案胡宗賢 遭判刑22年 （页面存档备份，存于）
- 臺灣律師懲戒委員會決議書 （页面存档备份，存于）
- 流氓律師愛喬經營權 屢用全額連記逼退小股 （页面存档备份，存于）